# Carlo Casini
Carlo Casini (n. 4 martie 1935, Florența, Regatul Italiei – d. 23 martie 2020, Roma, Italia) a fost un om politic italian, membru al Parlamentului European în perioada 2004-2009 din partea Italiei.